# Ernst Hufschmid (Handballspieler)
Ernst Hufschmid (* 9. Oktober 1910; † ?) war ein Schweizer Handballspieler.

## Leben
Hufschmid gehörte zum Aufgebot der Schweizer Handballnationalmannschaft bei deren 1. Länderspiel. Bei den Olympischen Spielen 1936 in Berlin gewann er mit der Mannschaft die Bronzemedaille.